# Mạc Thiên Tứ
Mạc Thiên Tứ (chữ Hán: 鄚天賜, tiếng Khmer: ម៉ាក់ ធានទឺ, sinh ngày 12 tháng 12, 1699 hoặc 16 tháng 12, 1705 hoặc 1 tháng 1, 1718, mất ngày 18 tháng 6, 1780), tự là Sĩ Lân (士麟, tiếng Thái: ม่อซื่อหลิน), còn gọi là Mạc Thiên Tích (鄚天錫) hay Mạc Tông (鄚琮, tiếng Khmer: ម៉ាក់ តុង), là nhà cai trị trấn Hà Tiên - Mueang Phutthai Mat; một vùng lãnh thổ nay thuộc cực Nam Việt Nam và một phần Campuchia. Đương thời ông xưng thần với cả chúa Nguyễn ở Đàng Trong cũng như triều đình Cao Miên và Xiêm La ở phía tây.
Ông là con Tổng binh Mạc Cửu - người sáng lập Hà Tiên trấn. Khi cha ông qua đời (1735), lúc ấy ông đã 18 tuổi. Ông nối nghiệp cai trị đất Hà Tiên, được chúa Nguyễn Phúc Trú phong chức Tổng binh Đại đô đốc, triều đình Xiêm La phong làm Phraya Rachasetthi.
Hà Tiên dưới triều đại của Mạc Thiên Tứ đã đạt đến đỉnh cao của sự phồn vinh: Bộ máy quan liêu được thiết lập, quân đội được tăng cường, các lâu đài và phố buôn bán được xây dựng, Hà Tiên trở thành trung tâm thương mại vùng đồng bằng sông Cửu Long; và sự nổi tiếng của nó đã vang danh khắp khu vực Vịnh Thái Lan, ngang hàng với Sài Gòn và Băng Cốc. Trong bức thư năm 1742 gửi tới Mạc phủ Tokugawa của Nhật Bản bằng tiếng Khmer, ông tự gọi mình là Reachea Krong Kampucea Tiptei (រាជាក្រុងកម្ពុជាធិបតី, tương đương với "Vua của Campuchia") và sau đó là Neak Somdec Preah Sotoat (អ្) នកសម្ដចព្រះសុទត្ដ). Còn sử sách của người Xiêm gọi ông là Ong Chien Chun (องเชียงชุน, nghĩa là "Tướng quân người Hoa").
Sau sự kiện ủng lập Vương tôn Ang Ton (Nặc Ông Tôn) lên làm vua Campuchia năm 1757, Mạc Thiên Tứ thu được 5 phủ là Hương-úc (Kompong Som), Cần-bột (Kampot), Trực-sâm, Sài-mạt và Linh-quỳnh khiến cho lãnh thổ Hà Tiên trấn mở rộng đến cực đại. Tuy nhiên sự suy tàn đến vào năm 1771 khi đại binh Xiêm La do vua Taksin (Trịnh Quốc Anh) tiến đánh Hà Tiên và tàn phá nơi này. Mạc Thiên Tứ tuy giành lại được trấn nhờ vào sự trợ giúp của chúa Nguyễn, nhưng nguyên khí suy giảm mạnh, cuối cùng năm 1777, xứ Hà Tiên cùng với cả xứ Đàng Trong bị quân Tây Sơn thu phục. Mạc Thiên Tứ cùng vương thất họ Nguyễn là Nguyễn Phúc Xuân bỏ trốn sang nương nhờ nước Xiêm La, song họ lại bị Trịnh Quốc Anh nghi kị và xử tử vào năm 1780. Mãi đến năm 1789, người cháu đích tôn của ông là Mạc Công Bính mới có thể đem hài cốt của ông về an táng tại Hà Tiên.

## Thân thế và cuộc sống ban đầu
Theo nhiều nguồn tài liệu, ông Tứ sinh năm Mậu Tuất (1718). Điều này được biên chép trong các sách sau:
- Sách Hà Tiên trấn Hiệp trấn Mạc thị gia phả của Vũ Thế Dinh[Ghi chú 2], soạn vào năm 1818, ghi:

"Ngày 27 tháng 5 năm Ất Mão (1735), ông Mạc Cửu bệnh mất, là lúc ông Thiên Tứ mười tám tuổi..."
- Sách Gia Định thành thông chí do Trịnh Hoài Đức soạn khoảng 1820, chép:[6]

"Hà Tiên không phòng bị, giặc Xiêm chợt đến, đánh một trận không nổi, Mạc Tổng binh (Mạc Cửu) chạy xuống Lũng Kỳ. Người vợ là Bùi Thị Lẫm đương có thai, đêm mồng 17 tháng 3 sinh Mạc Tông (Mạc Thiên Tứ)..."
Trong một đoạn khác, tác giả ghi rõ ngày tháng diễn ra trận giặc trên như sau: "Tháng 2 mùa xuân năm Mậu Tuất (1718), Phi Nhã Cù Sa đem 5000 thủy binh cùng Nặc Ông Thâm tiến về Hà Tiên nhân thế mà cướp bóc, Mạc Tổng binh không địch nổi, chạy về Lũng Kỳ...
Ngoài ra, còn hai quyển nữa, là:
- Gia phả Hà Tiên bằng chữ Nôm của Trần Đình Quang, hoàn thành cuối thế kỷ 19, hiện đang được bảo quản tại Đông Hồ Thi Nhân Kỷ Niệm Đường ở Hà Tiên. Nơi tờ 4a của sách, có chi tiết liên quan.
- Một người Trung Quốc ở vùng Nam Hải, người sáng lập xứ Hà Tiên của GS Émile. Gaspardone, Quản đốc Thư viện Trường Viễn Đông Bác Cổ ở Hà Nội (nay là Thư viện của Viện Hán Nôm Việt Nam). Trong sách có câu: "Sinh năm 1718, Mạc Thiên Tứ chết năm 1780, thì ông chỉ có 62 tuổi" (xuất bản 1952, tr. 354, phụ chú 5)

Theo nghiên cứu của ông Trương Minh Đạt, sở dĩ có chuyện Mạc Thiên Tứ sinh năm Bính Tuất (1706), là vì Đông Hồ không tin năm Canh Tuất được chép trong Mạc thị gia phả, nhưng cuối cùng thi sĩ đã suy tính sai.
Thân mẫu của Mạc Thiên Tứ tên là Bùi Thị Lẫm, người gốc Việt, quê ở Đồng Môn trấn Biên Hòa.. Theo ghi chép của Vũ Thế Dinh, lúc Mạc Thiên Tứ chào đời, trong nhà xảy ra các hiện tượng lạ: Trong đầm Thanh Đà ờ vùng ấy bồng nối lên pho tượng Phật cao bảy thước, tỏa ra ánh sáng rực rỡ chiêu thâu mặt nước. Nhà sư người thổ dân thây vậy lấy làm lạ, nói với Tổng binh Mạc Cửu rằng
Đây là điềm báo nước này xuất hiện hiền nhân, thực là phúc lớn vô biên vậy.
Mạc Cửu liền sai người tới rước tượng về. Nhưng người nhà tìm mọi cách mà không sao di chuyên được tượng, đành dựng một ngôi chùa nhỏ ngay bên bờ đầm để thờ.. Do bởi sự tích ấy mà người ta truyền nói Mạc Thiên Tứ là "bồ tát hiện thân".
Hầu hết các sử sách đều nói Mạc Thiên Tứ là con đích trưởng của Mạc Cửu. Ông chào đời khi thân phụ tuổi đã rất cao. Không rõ Mạc Cửu đã từng có vợ con trước đó hay không, mà cho dù có thì chắc hẳn cũng đã chết hoặc thất lạc do nhiều biến cố trước đó ở Hà Tiên. Bởi vậy, sự ra đời của cậu con trai này là niềm vui rất lớn đối với Mạc Cửu, mà cái tên Thiên Tứ (trời ban) của cậu bé cũng đã thể hiện điều đó.
Năm 1735, Mạc Cửu qua đời, Mạc Thiên Tứ lên nối nghiệp cai trị Hà Tiên, năm đó ông được 18 tuổi. Chúa Nguyễn Phúc Trú ban chiếu mệnh cho ông được thế tập giừ chức Tổng binh Đại Đô đốc, được ban áo mãng bào màu đỏ cùng với ấn thụ., cùng 3 chiếc thuyền "Long bài" được miễn thuế.

## Cai trị Hà Tiên

### Sự phồn thịnh của Hà Tiên
Sách Đại Nam thực lục ghi:
Bính Thìn năm thứ 11 (1736). Mùa xuân chúa cho Thiên Tứ làm Hà Tiên trấn Đô đốc, ban cho ba thuyền Long Bài, được miễn thuế, lại sai mở lò đúc tiền để việc mua bán được thông thương. Thiên Tứ mở rộng phố chợ, thương nhân và lữ khách các nước tụ họp rất đông... Từ đó người Hà Tiên mới biết học hành.
Dẫn lại đoạn sử trên, tác giả Nghiên cứu Hà Tiên khen: Ngay khi lãnh nhiệm vụ, Thiên Tứ đã vực dậy nền kinh tế, tạo dựng Hà Tiên thành một cảng khẩu trù phú, sung túc. Điều đó cho thấy năng lực của người lãnh đạo Hà Tiên (ý nói Thiên Tứ) thời đó quả không nhỏ.
Trên phương diện chính trị, Hà Tiên là một vùng lãnh thổ phụ thuộc vào xứ Đàng Trong, song có nhiều chứng cớ cho thấy rằng đây vẫn là một vương quốc tương đối độc lập. Người Trung Hoa gọi nơi này là Hà Tiên trấn [河仙鎮], Cảng Khẩu quốc [港口國] (Kang K'eu Kuo) hay Bản Để quốc [本底國] (Pen Ti Kuo); còn người châu Âu gọi là Cancao, Peam, Ponthiamas...
Trần Kinh Hòa nhận xét rằng, Hà Tiên vào giữa thế kỷ XVIII chính là một bản sao của văn hóa Trung Hoa ở một nơi xa xôi nằm giữa những người "ngoại chủng" chịu ảnh hưởng Ấn Độ. Việc Thiên Tứ sùng kính Nho học đã nổi tiếng ở cả Việt Nam và Trung Hoa.
Nhóm tác giả Trần Hoàng Vũ, Hà Tấn Tài dẫn lời Thanh triều văn hiến thông khảo (Ch'ing wen hsien t'ong k'ao) do Trương Đình Ngọc - một đại thần nhà Thanh làm chủ biên, chép về sự thịnh vượng Hà Tiên (Cảng Khẩu quốc) dưới thời họ Mạc, rằng
| “ | Cảng Khẩu quốc nằm trong phần biển tây nam, là thuộc quốc của An Nam, Xiêm La vậy. Vương họ Trịnh, vương hiện nay tên là Thiên Tích. Duyên cách, thế thứ của họ không thể khảo được. Trong nước có nhiều núi cao. Địa hạt xứ ấy chỉ vài trăm dặm. Có thành làm bằng gỗ. Cung thất so với Trung Quốc cũng chẳng khác gì. Từ chỗ của vương trở xuống đều làm bằng gạch ngói. Y phục, chế độ phảng phất triều đại trước. Vương để tóc, đội võng cân và mũ sa, mình mặc mãng bào, eo đeo đai sừng, mang giày ủng. Dân mặc trường lĩnh có ống tay áo rộng. Người có tang đều mặc màu trắng, bình thường thì dùng xen các màu. Đất ấy thường ấm áp dù là thu đông cũng không đến mức giá rét. Có lắm người khỏa thân mà chỉ dùng thường để che phần thân dưới mà thôi. Gặp nhau thì đưa tay lên cao để làm lễ bái chào. Phong tục nước ấy trọng văn học, thích kinh Thi, kinh Thư, trong nước có miếu Khổng Tử. Vương cùng quốc nhân đều kính lễ. Có nhà nghĩa học, tuyển con em trong nước mà có tài trí cùng với người nghèo khổ không đủ ăn tập hợp lại một chỗ để làm huyền tụng. Trong xứ hễ người Hán ở thuê mà đọc hiểu được sách vở thì dùng làm thầy dạy, con em đều răm rắp nghe theo. Thổ sản có tôm, cá, hải sâm, gạo, khô bò. Triều ta (chỉ nhà Thanh) từ năm thứ 7 Ung Chính (năm 1729) trở đi, buôn bán không dứt. | ” |

Về quân sự, Phủ biên tạp lục của Lê Quý Đôn ghi nhận Hà Tiên trấn doanh được tổ chức thành 8 thuyền với tên gọi lần lượt là Kiên Nhất, Kiên Nhị, Kiên Đao, Kiên Nhưng, Nghĩa Thắng, Kiên Phong, Long Kỳ, Tráng Súng. Trong đó tổng binh (Mạc Thiên Tứ) cai quản 6 thuyền, hai thuyền còn lại giao cho Cai bạ và Tri bạ quản lý. Ngoài ra còn có đội Thắng Thủy gồm 3 thuyền, đội Hùng Bộ gồm 3 thuyền. Và các đội Tả Thủy, Hữu Thủy.

### Tao Đàn Chiêu Anh các
Cùng với Trần Trí Khải tự Hoài Thủy, một danh sĩ người Việt Đông (Trung Quốc), Mạc Thiên Tứ đã tổ chức thành công Tao đàn Chiêu Anh Các vào năm 1736 ở Hà Tiên. Kể từ đó cho tới năm 1771, tao đàn trên đã đóng góp cho nền văn học Việt nhiều tác phẩm có giá trị, như: 'Hà Tiên thập cảnh, Thụ Đức Hiên tứ cảnh, Hà Tiên thập cảnh khúc vịnh, Minh bột di ngư...
Ngoài ông ra, Hội Tao Đàn còn có 25 người đến từ Trung Quốc, 6 người Việt. Trong tập Hà Tiên thập vịnh cộng 320 bài thơ, do đích thân Mạc Thiên Tứ đề tựa. Về sau, Hà Tiên gặp cảnh biến loạn nên tập thơ phần nhiều bị thất lạc. Đến đời vua Gia Long, Hiệp Tổng trấn Gia Định là Trịnh Hoài Đức mới mua được một tập Minh bột di ngư, đem in và truyền bá cho người đời.
Một ghi chú trong sách Lăng Dương tảo quốc triều lĩnh hải thi sao, nói rằng Mạc Thiên Tứ rất thích thơ văn của nhà thơ Dư Tích Thuần, mỗi khi có thuyền buôn Trung Hoa đến Hà Tiên ông đều đem sản vật địa phương ra đổi lấy những bài thơ họ Dư mới làm.
Đương thời tướng của chúa Nam Hà là Nguyễn Cư Trinh, người làng An Hòa huyện Hương Trà là người học rộng và có tiếng về làm thơ. Trong thời gian đi trấn giữ biên cương, ông ta cùng với Mạc Thiên Tứ thường lấy văn tự đối đáp tặng nhau, trong đó Mạc Thiên Tứ có 10 bài thơ vịnh cảnh Hà Tiên, gồm Kim dữ lan đào, Bình Sơn điệp thúy, Tiêu tự thần chung, Giang Thành dạ cổ, Thạch động thôn vân, Châu nham lạc lộ, Đông Hồ ấn nguyệt, Nam Phố trừng ba, Lộc Trĩ thôn cư và Lư khê ngư bạc.. Đáp lại, Nguyễn Cư Trinh cũng sáng tác các bài như Đề tùng lãng, Vịnh hai cô gái rửa chân, Ngư, Tiều, Canh, Mục, ...

### Chống quân Chân Lạp
Năm 1739, quốc vương Chân Lạp là Thommo Reachea III (sử nhà Nguyễn chép là Nặc Bồn hay Nặc Bôn) lấy cớ báo thù Mạc Cửu chiếm đất Chân Lạp năm xưa, mà mang quân tới đánh Hà Tiên. Mạc Thiên Tứ chạy đến phủ Sài Mạt, điều động binh sĩ chiến đấu suốt ngày đêm. Vợ chánh Mạc Thiên Tứ là Nguyễn Thị Thủ, đốc sức vợ binh lính làm thành đội nữ binh, chuyên lo việc chuyển khí cụ và lương thực cho binh sĩ, giúp họ không bị thiếu ăn... Cuối cùng quân Mạc đẩy lui được quân Chân Lạp. Kết thúc cuộc chiến, họ Mạc được chúa Nguyễn khen ngợi, đặc cách cử ông làm Đô đốc tướng quân và ban cho áo bào đỏ cùng mũ, đai; bà Nguyễn thị cũng được cáo mệnh phong làm phu nhân. Theo Trần Kinh Hòa, chiến thắng lần đó giúp cho uy tín của Mạc Thiên Tứ lên cao, khiến ông có tiếng nói mạnh hơn đối với những vấn đề liên quan đến Cao Miên.
Sau chiến thắng 1739, Mạc Thiên Tứ gửi thư sang Nhật Bản, trong thư tự xưng là Giản Phố Trại quốc Trấn quốc Đại tổng chế Chân Lạp, Kim Tháp đẳng xứ địa phương quân quốc chư sự vụ, tiến Lục Sâm Ba Tư Triết vương Mạc. Theo nhận xét của Trần Kinh Hòa thì kể từ đây "đủ biết Thiên Tứ đã hoàn toàn cắt đứt dây liên lạc với Cao Miên rồi". Ba năm sau, năm 1742, trong một bức thư khác gửi đến Nhật, ông lại tự xưng là Giản Phố Trại quốc Đại tổng chế Thống lý thủy lục quân vu, đái quản Chân Lạp thông quốc địa phương, tiến tước Lục Sâm Ba Tư Triết vương Mạc, trong đó Giản Phố Trại tức là Cambodia. Bản dịch tiếng Khmer của bức thư này gọi chức tước ấy là Nak Prah Sotat Samdec.
Năm 1747, có thủ lĩnh băng cướp biển tên là Đức vào cướp phá vùng ven biển đạo Long Xuyên (Cà Mau). Mạc Thiên Tứ được tin báo, sai Cai đội Từ Hữu Dụng đem 10 chiếc chiến thuyền ra đánh, bắt được các tù binh đều đem giết cả

### Lập vương Chân Lạp
Năm 1756, quốc vương Chân Lạp là Nặc Nguyên uy hiếp người Côn Man (người Chiêm Thành di cư sang Chân Lạp), nhưng bị tướng Nguyễn Cư Trinh đánh bại, phải chạy sang Hà Tiên nương nhờ họ Mạc. Tại đây, Nặc Nguyên nhờ Mạc Thiên Tứ làm trung gian hòa giải, đổ lỗi việc sát hại người Côn Man do cậu của mình là Tể tướng Chiêu Chùy Ếch gây ra, và xin giết chiêu Chùy Ếch rồi hiến đất hai phủ là Tầm Bôn và Lôi Lạp để tạ tội. Mạc Thiên Tứ dâng thư lên chúa Nguyễn, Chúa Nguyễn ban đầu vẫn chưa hài lòng nhưng sau đó theo lời của Nguyễn Cư Trinh mới thuận theo và cho người hộ tống Nặc Nguyên về nước.
Năm 1757, Nặc Nguyên mất ở tuổi 46, người chú họ là cựu vương Thommo Reachea IV (Nặc Nhuận) về nước nối ngôi. Nhưng Chúa Nguyễn Phúc Khoát ở Đàng Trong không công nhận vua mới mà buộc phải hiến hai phủ Preah Trapeang (Trà Vang) cùng Basac (Ba Thắc) mới chuẩn cho lập ngôi. Vì việc kì kèo tranh chấp này mà khiến cho quân lính dầu dãi mấy năm.
Giữa lúc đó triều đình Cao Miên phát sinh nội loạn. Nhị vương Cao Miên, em trai của Nặc Nguyên là Ang Hing (Nặc Hinh) đem quân tấn công Tam vương Ang Ton (Nặc Tôn), cháu nội của quốc vương. Nặc Tôn bỏ chạy đến Hà Tiên nương nhờ Mạc Thiên Tứ. Mạc Thiên Tứ đứng ra sắp xếp, xin chúa Nguyễn cho Nặc Tôn làm vua Chân Lạp. Chúa Nguyễn thuận và sai Mạc Thiên Tứ cùng tướng sĩ năm dinh hộ tống đưa Nặc Tôn về nước. Quân đội của họ Mạc và quân chúa Nguyễn giúp Nặc Tôn đánh về trong nước. Quân Mạc tiến vào thành U Đông, Nặc Hinh thua trận bỏ chạy đến đất Tầm Phong Xoài, sau đó bị tướng Ốc nha Uông bắt đem về kinh sư hành quyết. Ít lâu sau vua Nặc Nhuận băng hà, Nặc Tôn (Vương thái tôn) được lên kế vị. Để tạ ơn, Nặc Tôn dâng Tầm Phong Long cho chúa Nguyễn. Chúa Võ lấy xứ Sa Đéc đặt thành đạo Đông Khẩu, xứ Cù Lao Giêng ở Tiền Giang đặt làm đạo Tân Châu, xứ Châu Đốc ở Hậu Giang làm đạo Châu Đốc, rồi lấy binh dinh Long Hồ đến gìn giữ nơi địa đầu trọng yếu ấy.
Riêng họ Mạc, Nặc Tôn tặng riêng năm phủ là Hương Úc, Cần Bột, Trực Sâm, Sài Mạt và Linh Quỳnh để đền ơn giúp đỡ. Mạc Thiên Tứ đem đất ấy dâng cho Chúa Nguyễn. Chúa Nguyễn cho sáp nhập vào Hà Tiên trấn, giao cho họ Mạc cai quản. Mạc Thiên Tứ chia đất đó thành hai đạo: xứ Rạch Giá là Kiên Giang đạo, xứ Cà Mau là Long Xuyên đạo, đặt quan cai trị, chiêu lập dân ấp., từ đó lãnh thổ Hà Tiên trấn được mở rộng đáng kể.
Trần Kinh Hòa nhận xét rằng sự khuếch trương lãnh thổ của Quảng Nam (tức chính quyền chúa Nguyễn) được sự giúp đỡ rất nhiều của Mạc Thiên Tứ, và cho rằng tồn tại "lòng trung thành" của họ Mạc dành cho Chúa Nguyễn và sự ưu ái của nhà Chúa đối với xứ Hà Tiên. Với sự kiện năm đó, giờ đây Mạc Thiên Tứ đã kiểm soát bốn cảng quan trọng tại Vịnh Thái Lan cộng với nội địa Hà Tiên dọc theo sông Giang Thành. Sự phát triển quyền lực này là một thách thức với các thế lực thương mại khác xung quanh, như thế lực người Triều Châu ở Chanthaburi và Trat, tuy nhiên xung đột chính thức còn chưa bùng lên lập tức. Theo Trần Kinh Hòa, lúc này Hà Tiên đóng vai trò như một "nước hoãn xung" (làm dịu xung đột) giữa ba cường quốc là Quảng Nam, Xiêm La và Cao Miên. Nền hòa bình này sẽ còn kéo dài thêm 10 năm cho đến khi cán cân quyền lực trong vùng thay đổi bởi sự sụp đổ của triều Ayutthaya nước Xiêm.

## Chiến tranh với Xiêm La

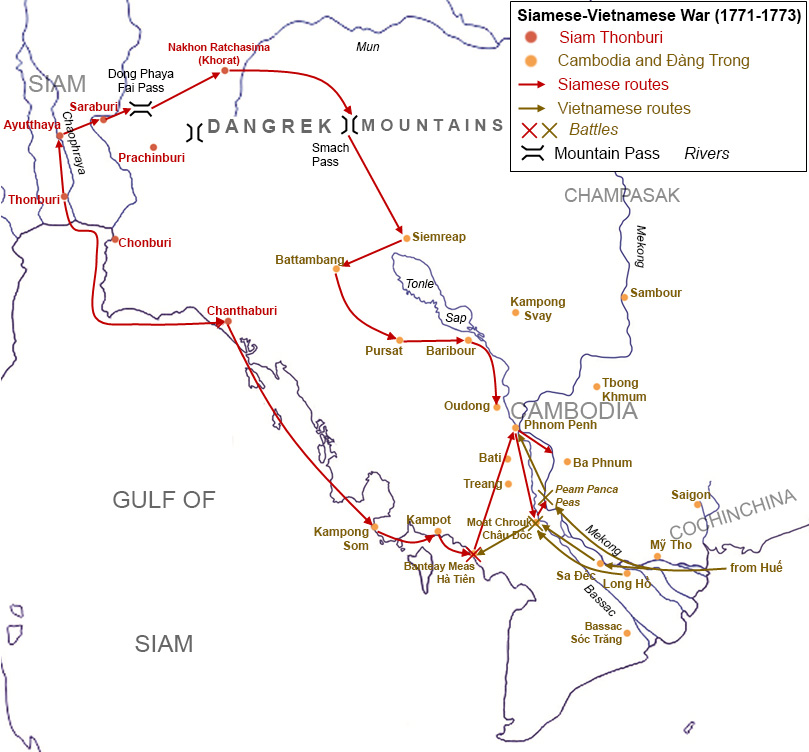
Lược đồ thể hiện các mũi tiến / lùi của hai phe Xiêm - Việt trong cuộc chiến 1771 - 1773.

### Dung dưỡng Chiêu Thúy
Mùa thu năm 1766, các thám tử của Hà Tiên về báo tin vua Xiêm có ý muốn xâm phạm Hà Tiên. Mạc Thiên Tứ sai người ra Phú Xuân cầu viện chúa Nguyễn. Mùa đông, các tướng Nguyễn cử 3 chiếc thuyền đi biển, 20 chiếc thuyền sai và 1.000 tinh binh đóng giữ Hà Tiên để phòng ngừa quân Xiêm. Nhưng vào lúc đó thì quân Miến Điện cũng tấn công Xiêm La. Ngày 7 tháng 4 năm 1767, kinh thành Ayutthaya thất thủ, quân Miến Điện bắt vua Xiêm là Ekkathat (sử Nhà Nguyễn gọi là vua Phung) cùng các thành viên hoàng thất giải về Miến đồng thời đốt phá kinh thành. Thời đại Ayutthaya đến đó chấm dứt. Các vương thất lưu vong có Chiêu Xỉ Xoang (เจ้าศรีสังข์) chạy sang Chân Lạp, Chiêu Thúy (เจ้าจุ้ย) chạy sang Hà Tiên. Mạc Thiên Tứ dung dưỡng Chiêu Thúy với mưu đồ dùng người này làm con hời chính trị cho mình.
Thấy nước Xiêm đã mất, chúa Nguyễn bèn triệu hồi các đạo quân cứu viện về. Nhưng Mạc Thiên Tứ sợ quân Miến thừa thế đánh sau, nên đem binh thuyền đến giữ Chonbury (Chân Bôn) là nơi giáp với Xiêm, lại sai quân đi tuần xét các hải đảo Cổ Rồng, Cổ Cốt và Dần Khảm.

### Căng thẳng Trịnh - Mạc
Không lâu sau, nhà Thanh đem quân tấn công nước Miến Điện. Vua Miến buộc phải triệu hồi đội quân viễn chinh phía tây trở về chống giữ kinh thành. Nhân nước Xiêm trống trải, chúa đất Mường Tát là Trịnh Quốc Anh (người gốc Hoa) khởi binh, tự xưng là Vua Xiêm, dời thủ phủ về Thonburi.
Trước đó vào giữa năm 1767, Trịnh Quốc Anh đã từng nhờ Mạc Thiên Tứ giúp đỡ về quân sự trong cuộc chiến với quân Miến. Một tờ đơn ghi lời khai của phái viên Hà Tiên tên là Mạc Vũ cũng thừa nhận "Lúc vua Xiêm La còn sống, Mạc Sĩ Lân và Trịnh Chiêu (tức Trịnh Quốc Anh) vốn có qua lại". Đó là lý do để Trịnh Quốc Anh cầu cứu Mạc Thiên Tứ lúc này.
Năm xưa khi Trịnh Quốc Anh chạy tới Rayong cùng với tùy tòng giữa lúc Ayutthaya bị vây hãm, thì ông đã gửi một tùy tướng là Luang Bhitchiyaraja đem một lá thư riêng đến Ponthiamas (tức Hà Tiên) để xin Phraya Racha Setthi (tức Thiên Tứ) cộng tác và giúp đỡ. Luang Bhitchiyaraja có Nai Bunmi đi cùng và họ đã tới Hà Tiên ngày 11 tháng 5 năm 1767. Vị Luang Bhitchiyaraja này về sau chính là Đệ nhị vương Maha Sura Singhanat trứ danh trong lịch sử Thái Lan, người đã cùng anh trai của mình là tướng Chao Phraya Chakri (tức Rama I) lật đổ Trịnh Quốc Anh 15 năm sau đó.
Mạc Thiên Tứ đón tiếp phái đoàn và hứa sẽ giúp quân. Ngoài ra, ông cũng gửi Ong Kai Seng mang nhiều quà cáp để đưa Luang Bhitchiyaraja về Rayong. Prita Crijalalaya cũng nói rằng khi Taksin lấy được Chantabun vào tháng 6 cùng năm thì viên trấn thủ xứ này là Phraya Chantaburi và gia đình đã chạy sang Ponthiamas để xin họ Mạc che chở. Theo Trần Kinh Hòa, việc Mạc Thiên Tứ thân thiện với Phraya Chantaburi có thể làm phương hại đến liên hệ giữa ông với Trịnh Quốc Anh.

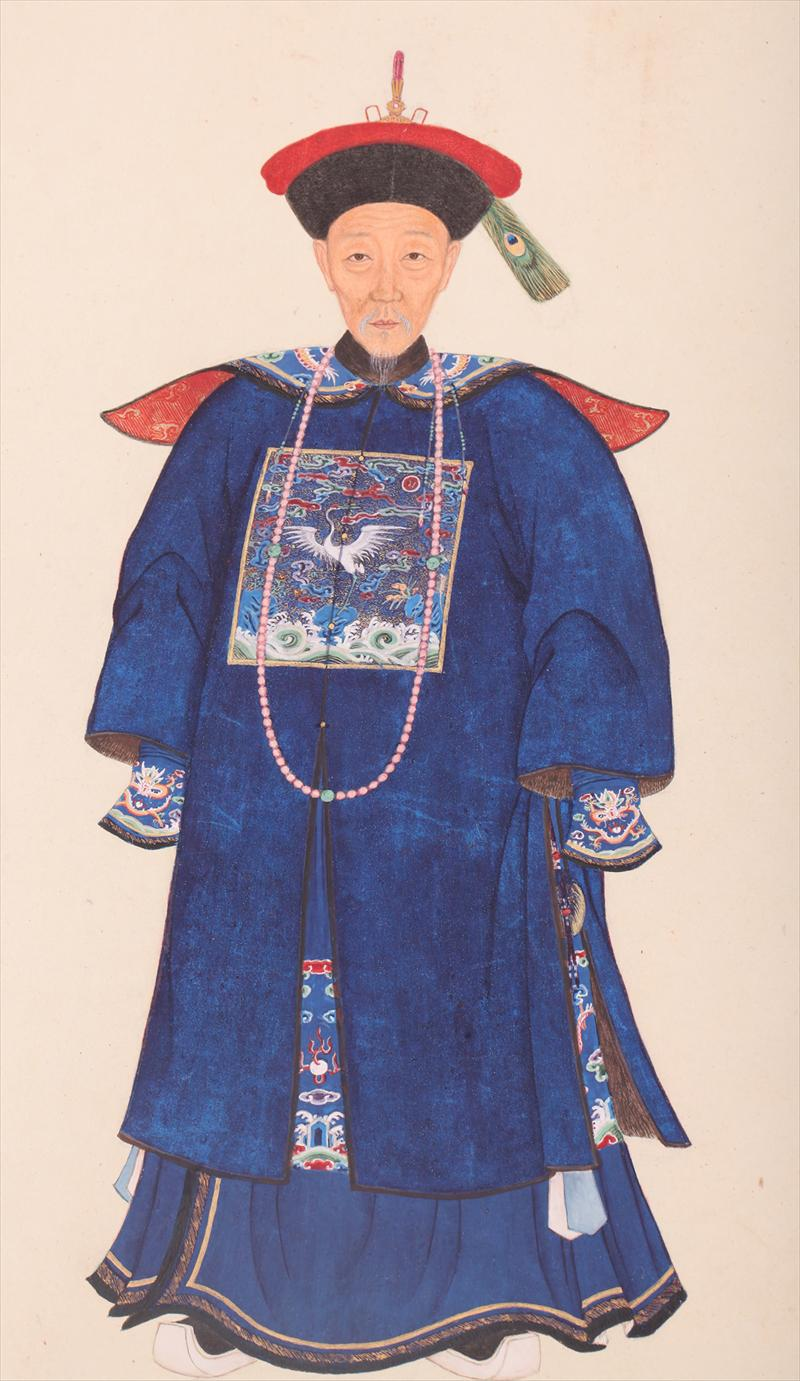
Lý Thị Nghiêu, Tổng đốc Lưỡng Quảng của nhà Thanh từ 1764 đến 1777. Người chịu trách nhiệm làm trung gian liên lạc giữa triều đình Bắc Kinh với Xiêm La và Hà Tiên.

Trong giai đoạn từ 1767 - 1770, Trịnh Quốc Anh tập trung đối phó với tàn quân Miến Điện còn chiếm đóng, đồng thời tiêu diệt các thế lực quân phiệt khác (Loạn 5 sứ quân). Dù vậy hoàng vị của ông ta vẫn chưa ổn định khi 2 vị vương tử tiền triều là Chao Sisang (Chiêu Sĩ Xoang) và Chao Chui (Chiêu Thúy) vẫn còn lẩn trốn và mưu đồ mượn binh của nước ngoài về tranh ngôi. Thật vậy, khi sứ giả của họ Trịnh đến cầu phong nhà Thanh vào năm 1768, thì cũng là lúc Mạc Thiên Tứ ở Hà Tiên phái sứ bộ của riêng mình báo cáo cho Thanh đình biết việc vương tử Chiêu Thúy đang nương nhờ họ Mạc, còn Trịnh Quốc Anh là kẻ đang có ý định loại bỏ hậu duệ hoàng tộc cũ để tự mình xưng vương. Nhà Thanh ủng hộ dòng dõi chính thống hơn, và Càn Long đế gửi chiếu bảo Trịnh Quốc Anh hãy trung thành với cựu triều Ayuthaya thay vì tự lên hoán vị. Điều này càng thôi thúc Trịnh Quốc Anh tấn công Hà Tiên để loại trừ cái gai trong mắt là Chiêu Thúy.
Về phía Chiêu Xỉ Xoang, ông ta từng trú chân ở Hà Tiên sau ngày Ayutthaya thất thủ, nhưng sau đó đã tẩu thoát sang Cao Miên nương nhờ triều đình Udong. Ngày 8 tháng 1 năm 1768, do nghi ngờ các giáo sĩ đã giúp cho Chiêu Xỉ Xoang chạy thoát qua Cao Miên, Mạc Thiên Tứ bắt giữ hai thầy tu người Pháp, trong đó có một vị mà sau này là Bá Đa Lộc, và một thầy tu người Hoa. Sau ba tháng điều tra không có kết quả, họ mới được thả ra.
Biết tin các vương tử tiền triều đang ở Hà Tiên, Trịnh Quốc Anh bèn viết bức thư với lời lẽ nhún nhường gửi cho Mạc Thiên Tứ. Trong thư ông ta tự nhận mình là con đỡ đầu (nghị tử) của Mạc Thiên Tứ, đề nghị ông trả Chiêu Thúy về Xiêm, sau khi hoàn tất sẽ xin cắt đất ba phủ Rạch Tẩu, Vũng Cừ và Sài Mạt đồng thời triều cống hàng năm. Mạc Thiên Tứ giả vờ bằng lòng, nhưng bí mật sai con rể là Từ Hữu Dũng dẫn hơn trăm chiếc thuyền chiến, bí mật chèo tới bên ngoài cửa Bắc Lãm (Paknam) gần Vọng Các rồi gọi vua Xiêm ra hội kiến, thực tế là lừa ra để bắt sống. Nhưng do có nội gián trong nhà người em gái Mạc Thiên Tứ (tức bà Mạc Kim Định); nên Trịnh Quốc Anh biết được âm mưu đó, bèn không ra gặp. Từ Hữu Dũng đành phải đem quân về, đến núi Phúc Tuyền (Bangplasoi) thì lâm bệnh mà chết. Cuồng nộ vì thất bại này, Mạc Thiên Tứ cấm chỉ tất cả các thuyền buôn không được qua Xiêm buôn bán, đồng thời sửa soạn một cuộc viễn chinh để hộ tống vương tử Chiêu Thúy về nước.
Sau khi đăng quang ngôi vua nước Xiêm, Trịnh Quốc Anh sai người đòi nước Chân Lạp phải tiến cống. Vua Chân Lạp là Ang Ton (Nặc Tôn) cho rằng Trịnh Quốc Anh không phải người Xiêm, mà là một kẻ ngoại lai và nổi loạn tiếm quyền, nên không chịu thần phục.
Mùa xuân năm 1769, vua Xiêm sai tướng Phraya Anuchit Racha Boonma (Phi Nhã Sô Sỹ Bôn Ma) đưa vương tử Chân Lạp đang lưu vong ở Xiêm là Ang Non hay Nặc Ông Vinh về nước. Quân Xiêm gặp quân Cao Miên ở Bôn Ma, không phân được thắng thua. Mạc Thiên Tứ cũng cử người cháu gọi ông bằng cậu là Trần Đại Lực mang quân đánh Chanthaburi và Trat để hỗ trợ cho người Cao Miên, và sử Campuchia ghi nhận rằng rằng quân Mạc đã gặp nhiều tổn thất ở Chanthaburi.. Quan hệ Trịnh - Mạc chính thức chuyển từ hợp tác sang đối đầu. Cuối cùng vì không hợp lam chướng, Trần Đại Lực và quân sĩ đều bị ốm nặng, nên Mạc Thiên Tứ phải từ bỏ chiến dịch, lệnh quân đội rút về Hà Tiên. Sau đó có người dân Xiêm lưu tán sang Hà Tiên là Trần Liên, tụ tập lực lượng ở mé ngoài núi Bạch Mã, nhân đêm tối và thành Hà Tiên trống rỗng (vì đại quân viễn chinh chưa về tới) mà tập kích thành. Một số thân tộc họ Mạc là Mạc Sùng, Mạc Khoa cũng hưởng ứng với Trần Thái. Mạc Thiên Tứ sai viên tướng Đồ Ba dẫn quân ra đánh. Trần Liên lui về Chantabun (Trạch Vấn) và sau đó đầu hàng quân Xiêm.
Tháng 7 năm 1770, lính trốn ở Hà Tiên là Phạm Lam họp đảng ở Hương Úc và Cần Vọt cùng với người Chà Và là Vinh Ly Ma Lư và người Chân Lạp là Ốc nha Kê hợp quân hơn 800 người và 15 chiếc thuyền, chia đường thủy bộ đánh úp trấn Hà Tiên. Vừa tới ngoài lũy, Mạc Thiên Tứ đem quân chống cự, đánh tan được, đâm chết Phạm Lam ở giữa sông, bắt được Lư và Kê đem chém. Bấy giờ Hà Tiên luôn gặp binh hỏa, quân lương hao tổn, lòng dân dao động. Chúa Nguyễn ban thư tỏ lòng khoan hồng và yên ủi và sắc cho Điều khiển Gia Định rằng hễ Hà Tiên có tin báo động thì phải tiếp ứng mau.

### Thất bại, bỏ trốn
Đến năm 1771, khi tình hình nước Xiêm cơ bản đã ổn định; thì Trịnh Quốc Anh tái khởi động kế hoạch đông tiến mà mục tiêu lớn nhất là lùng bắt dư đảng tiền triều - Chiêu Xỉ Xoang và Chiêu Thúy. Ngoài lý do chính kể trên, Trịnh Quốc Anh cũng có tham vọng thu phục Hà Tiên vì ở đây có nhiều thương cảng làm ăn phát đạt, rất có thể trở thành đối thủ tiềm tàng của Xiêm trong tương lai. Quân Xiêm tuyên bố mục tiêu của cuộc chinh phạt là trừng trị Mạc Thiên Tứ (sử nước họ gọi là Nak Phra Sothat) vì tội chiêu mộ các thường dân thành lập quân lữ và xâm phạm hai tỉnh Chattanburi (Trạch Vấn) và Trat thuộc chủ quyền nước Xiêm để bắt bớ dân chúng một cách vô cớ.
Ngày 3 tháng 11 năm 1771, vua Xiêm xuất quân từ Thonburi. Quân Xiêm chiếm được Kampong Som và đổ bộ lên đất Hà Tiên ngày 14 tháng 11. Trịnh Quốc Anh dựng trại chỉ huy trên núi Tô Châu, và chuyển các khẩu đại bác lên đồi cao để chuẩn bị oanh kích thành phố. Vua Xiêm còn ra lệnh cho quan Samuha Nayok vây hãm hải quân của Hà Tiên, còn Phraya Phichai Aisawan Yang Jinzong viết tối hậu thư cho Mạc Thiên Tứ, giục ông chọn một trong 2 con đường: chiến đấu hoặc đầu hàng. Mạc Thiên Tứ xin 3 ngày để suy nghĩ, nhưng lại không hồi đáp gì sau 3 ngày ấy, vì ông ta chỉ mượn cớ hoãn binh chứ thực chất là phái người đến Gia Định cầu cứu họ Nguyễn. Tuy nhiên Điều khiển Gia Định là Nguyễn Cửu Khôi cho rằng năm trước Hà Tiên đã từng báo cáo thông tin sai lệch, nên ngồi im không cứu. Họ Mạc từ sau thất bại ở Trạch Vấn thì số người chết rất nhiều, quân dân còn lại rất thưa thớt. Mạc Thiên Tứ chỉ còn cách tận dụng 2000 binh trong tay để cố thủ. Ông sai con thứ hai là Mạc Tử Dung chỉ huy quân cánh trái, con thứ ba Mạc Tử Thảng chỉ huy chiến thuyền trấn giữ bến cảng. Trước đối thủ quá áp đảo về số lượng, quân Hà Tiên dần núng thế, đến nỗi "một người phải làm việc của mười người".
Đêm ngày 16 tháng 11, khi thời hạn đã hết, quân Xiêm cho phóng hỏa đốt kho thuốc sùng, rồi theo cả hai đường thủy bộ ập vào thành. Quân Mạc chống trả rất oanh liệt, song không thể kháng cự nổi hỏa lực của quân Xiêm. Nhờ có nội ứng từ trước, quân Xiêm nhân lúc Mạc Thiên Tứ giao chiến bên ngoài mà dùng một cánh quân khác ùa vào thành nội, nơi trú ngụ của gia quyến họ Mạc. Đến khi trời sáng, Mạc Thiên Tứ quay quân về cứu thì đã rơi vào tình trạng lưỡng bề thọ địch. Mạc Thiên Tứ có ý tử chiến, nhưng quan Hữu bộ dưới quyền đã lừa ông lên một chiếc thuyền giong thẳng về Châu Đốc. Vị quan chủ bộ này được Gia Định thành thông chí chép là Cai đội Đức Nghiệp hầu.
Trong khi đó ba người con trai của ông là Hiệp trấn Mạc Tử Hoàng, Chưởng quân Thắng thủy Mạc Tử Thảng và Tham tướng Mạc Tử Dung cũng đi tị nạn ở Kiên Giang dưới sự bảo hộ của người Việt. Vị vương tử Ayuthaya cũng cố gắng chạy trốn bằng thuyền, song ông ta đã bị lực lượng của Trịnh Quốc Anh tóm gọn cùng với 2 người con gái của Mạc Thiên Tứ. Trịnh Quốc Anh bèn bổ nhiệm Trần Liên làm Phraya Rachasetthi, lưu giữ vùng đất Hà Tiên mới chiếm được.
Theo gia phả họ Mạc, trên đường chạy trốn, khói đạn cuộn mù mịt, vả lại quanh đường đêu là một dải ven biên, không dùng thuyền thì không thể vượt thoát được ra ngoài, vì thế tât cả con cái, thê thiêp của ông hơn 10 người đêu bị hại, còn dân chúng thì bị chết đuối hay dẫm đạp lên nhau mà chết rất nhiều. Ba công tử lớn trốn thoát ra vùng đất thuộc Ngũ Dinh. Trong khi đó viên quan điều hộ là Hiệu điềm Cai đội Vũ Tín hầu hộ vệ thuyền của ông đi thẳng về Gia Định.

### Quân Việt tham chiến
Sau khi chiếm xong trấn thành Hà Tiên, quân Xiêm thừa thắng kéo đến dinh Long Hồ thì gặp tướng của chúa Nguyễn là Kính Thận hầu Tống Phước Hiệp đang trên đường dẫn quân chi viện cho Hà Tiên. Phước Hiệp cho an trí Mạc Thiên Tứ đến dinh Long Hồ, rồi đem thuyền hải đạo vọt tới Châu Đốc. Hai phe Xiêm - Việt dàn trận ở sông Châu Đốc, quân Xiêm chạy lộn vào ngách sông cụt, bị quân chúa Nguyễn dồn đánh, thiệt hại 300 nhân mạng và 5 chiếc thuyền. Trần Liên chạy về thành Hà Tiên cố thủ. Một cánh quân Xiêm khác xâm nhập đạo Đông Khẩu cũng bị quân của Cai đội Nhân Thành hầu Nguyễn Hữu Nhân đón đánh ở đồn Cương Thành.. Quân Xiêm phải từ bỏ ý định xâm chiếm Gia Đình.
Nhưng đất Hà Tiên vẫn còn bị người Xiêm chiếm giữ. Vua Trịnh Quốc Anh bèn lưu Trần Liên ở lại giữ Hà Tiên, rồi tự đem quân thẳng sang Chân Lạp, Nặc Tôn bỏ chạy. Vua Xiêm vào thành Nam Vang (PhnomPenh), lập Nặc Vinh làm Cao Miên quốc vương.
Mạc Thiên Tứ sau khi vào Sài Gòn thì dâng biểu xin triều đình chúa Nguyễn trừng phạt cho mình. Triều đình Phú Xuân có lệnh "tha tội" cho họ Mạc, lại cung cấp tiền bạc và lương thực cho ông. Mạc Thiên Tứ lại bí mật gửi một tấu thỉnh khác và sai thuộc hạ là Ngũ trưởng Huân đem dâng chúa Nguyễn, trong tờ tấu có ý chỉ trích Tống Văn Khôi không chịu cứu viện mới khiến Hà Tiên thất thủ. Chúa Nguyễn bèn giáng Khôi làm Cai đội, và triệu quan Tham mưu Nguyễn Thừa Mân về triều, lấy Đàm Ân hầu Nguyễn Cửu Đàm lên thay làm Điều khiển Gia Định.. Ngoài ra ông cũng viết một bức thư báo cáo thất bại của mình gửi cho Tổng đốc Lưỡng Quảng Lý Thị Nghiêu, song triều đình nhà Thanh không có động thái gì rõ rệt.
Tháng 6 năm 1772, Nguyễn Cửu Đàm tập hợp 1 vạn quân bộ cùng 20 thuyền, chia làm ba đường phản công quân Xiêm: đích thân ông ta dẫn chính binh theo đường Tiền Giang tiến lên Nam Vang, cùng Cai bạ dinh Long Hồ là Nguyễn Khoa Thuyên tiến theo đường Kiên Giang; Lưu thủ Tống Phước Hiệp theo đường Hậu Giang tiến đóng giữ Châu Đốc để tiếp ứng cho hai cánh quân trên. Quân Nguyễn dùng người Chân Lạp là Oknha Yumreach Tol (Ốc nha Nhẫm Lạch Tối) chỉ đường, tiến đến Nam Vang đánh phá được quân Xiêm. Vua Xiêm chạy sang Hà Tiên, còn Nặc Vinh chạy qua Cần Bột. Quân Nguyễn thu phục Nam Vang và La Bích, đưa Nặc Tôn về nắm lại ngai vàng. Nguyễn Cửu Đàm thu quân về dinh, đắp lũy Tân Hoa kéo dài 15 dặm bao quanh đồn dinh, chắn ngang đường bộ đề phòng bất trắc. Vua Xiêm bèn để Trần Liên giữ Hà Tiên, còn mình bắt theo con gái Mạc Thiên Tứ và Chiêu Thúy đem về kinh đô, rồi giết Chiêu Thúy.

### Giảng hòa
Đến giữa năm 1772, quân Việt đã thu phục cả Phnom Penh và Oudong, đưa Nặc Tôn trở lại ngai vàng, nhưng các vùng đất phía tây Kampot, Kampong Som và Bati vẫn nằm trong tay Nặc Vinh dưới sự bảo trợ của người Xiêm. Mùa xuân năm 1773, Mạc Thiên Tứ sai Xá nhân là Mạc Tú đi sứ sang Xiêm dâng đồ lễ cầu hòa. Trịnh Quốc Anh mừng, trả lại các tù binh gồm người thiếp thứ 4 và đứa con gái mới 4 tuổi của Mạc Thiên Tứ, và triệu Trần Liên về nước. Tuy nhiên Trần Liên cũng cưỡng ép rất nhiều cư dân Hà Tiên phải theo mình về Xiêm, khiến thành Hà Tiên trở nên tan hoang, quốc lực họ Mạc sau năm 1773 vì thế suy yếu đi rõ rệt.
Việc đàm phán giảng hòa giữa Thiên Tứ và vua Taksin (Trịnh Quốc Anh) cũng còn được ghi trong những nguồn tư liệu của Campuchia. Theo Leclère, sau năm 1771, Mạc Thiên Tứ không còn tự xưng là Vua Campuchia nữa, và với sự chấp thuận của Trịnh Quốc Anh, các bà vợ và người con gái 4 tuổi của ông đang bị giữ ở Bangkok được đưa về Peam (tức Hà Tiên) để đổi lấy ông hoàng Xiêm (Chao Si Xoang) mà vua Ang Tong từ chối không giao trả. Ông hoàng này bị xử tử ngay khi vừa trở về đến Xiêm La.
Về sự việc này, biên niên sử Thái Lan ghi nhận
| “ | Hoàng thượng cho rằng Banteay Meas (Hà Tiên) xa xôi trơ trọi, giữ cũng vô ích. Bèn ban dụ triệu hồi Phraya Rachasetthi về kinh đô, chỉ đóng giữ ba xứ Kampot, Battambang và Siem Reap mà thôi | ” |

.
Mặc dù quân Xiêm đã rút nhưng thứ họ đem theo mà tất cả của cải ở trấn. Trong khi thứ để lại cho họ Mạc chỉ là hệ thống thành lũy nhà cửa đã bị phá hủy sạch và trở thành bãi đất hoang. Điều này đã gây ra sự đả kích rất lớn cho Mạc Thiên Tứ. Sau trận này, ông vẫn ở lại Trấn Giang ít khi về lại Hà Tiên, và cử người con trai cả là Mạc Tử Hoàng vào Hà Tiên để sửa sang thành quách.
Theo sử gia Tạ Chí Đại Trường, chính tham vọng của Mạc Thiên Tứ đã khiến cho vùng Hà Tiên phải lâm vào cảnh chiến tranh với Xiêm, ảnh hưởng đến tình trạng sản xuất của một vùng vốn được coi là "vựa lúa của quốc gia".

## Phò chúa Nguyễn chống Tây Sơn
Năm 1771, ba anh em Nguyễn Nhạc, Nguyễn Huệ và Nguyễn Lữ chiêu nạp nghĩa quân, phất cờ khởi nghĩa ở Tây Sơn, lấy danh nghĩa lật đổ quyền thần Trương Phước Loan. Nhân Đàng Trong có loạn, chúa Trịnh ở Đàng Ngoài cũng thừa cơ nam hạ.. Mạc Thiên Tứ từng sai thuộc hạ chở một thuyền thóc về Thuận Hóa để giúp lương cho chúa Nguyễn, song khi thuyền đến ngoài biển Quy Nhơn thì bị quân Tây Sơn đón cướp mất.
Qua 4 năm chiến đấu với cả Tây Sơn và Trịnh, chúa Nguyễn Phúc Thuần thất thế và phải rút lui theo đường biển vào Gia Định. Đó là vào năm 1775. Tại đây, Nguyễn Phúc Thuần hạ lệnh các nơi cần vương. Mạc Thiên Tứ hưởng ứng lời triệu ấy, đem quân từ Trấn Giang (Cần Thơ) lên Gia Định hỗ trợ chúa Nguyễn. Ông và các con trai vào hành tại bái yết, chúa Nguyễn thăng ông từ Tông Đức hầu lên làm Tông quận công, các công tử là Tử Hoàng Chưởng cơ, Tử Thảng làm Cai cơ Thắng thủy, Tử Dung làm Tham tướng Cai cơ, và sai về đạo Trấn Giang đóng giữ.. Tuy nhiên Đại Nam thực lục và Tạ Chí Đại Trường đều nhận địch thực lực của Mạc Thiên Tứ rất yếu ớt, khó bề chống chọi với Tây Sơn.
Mùa thu năm 1777, quân Tây Sơn đánh mạnh vào Gia Định, Tân Chính vương Nguyễn Phúc Dương bị bắt giết. Nguyễn Phúc Thuần - lúc này là Thái thượng vương phải bỏ chạy ra Long Xuyên, bấy giờ quân Tây Sơn đã đánh đến Trấn Giang. Thiên Tứ rước Nguyễn Phúc Thuần theo đường sông từ Cần Thơ về Kiên Giang, để phòng khi có bất trắc có thể lánh ra các hải đảo. Thiên Tứ lại sai con lấy gỗ chắn ở những chỗ cạn của dòng sông. Chúa hay lo buồn, nói cùng Thiên Tứ rằng
Nay giặc mạnh như thế, việc nước như thế, biết có trông mong tái tạo cơ nghiệp được không.
Thiên Tứ khóc tạ, rồi đề nghị qua cầu viện Nhà Thanh, Thái thượng vương bằng lòng. Thiên Tứ bèn sai Cai cơ tên là Kham phò chúa đi ra bờ biển chờ thuyền của Quách Ân đến, định sẽ sang Quảng Đông. Nhưng việc chưa thành thì có người đem việc đó tố giác với Tây Sơn. Nguyễn Huệ sai viên Chưởng cơ tên là Thành tới bắt thầy trò Nhà Nguyễn. Ngày 18 tháng 10 năm 1777, Thái thượng vương bị giải về Gia Định hành quyết. Mạc Thiên Tứ hay tin, vội dẫn theo tôn thất còn sót lại của họ Nguyễn là Nguyễn Phúc Xuân (em ruột Thái thượng vương) giong buồm lánh ra các hải đảo.

## Cuối đời

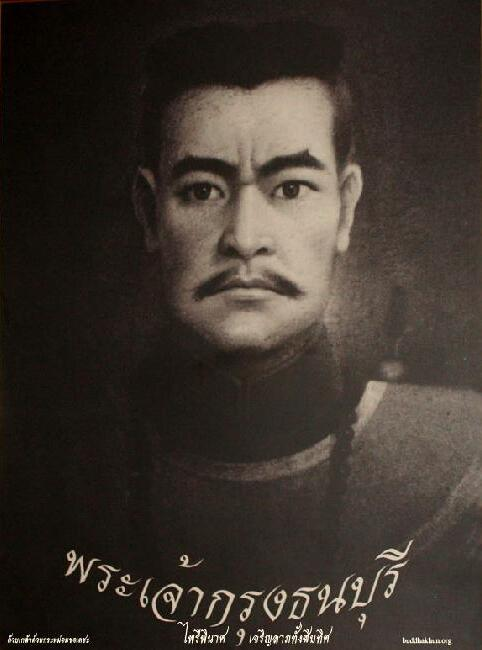
Chân dung Quốc vương Taksin của Xiêm La (1734 - 1782). Sử Việt gọi ông ta là Trịnh Quốc Anh.

### Lưu vong ở Xiêm La
Sau khi Tây Sơn diệt chính quyền chúa Nguyễn, họ gửi một bức thư cho Mạc Thiên Tứ yêu cầu ông đầu hàng, song ông không đồng ý, và theo lời viên Ký lục Phương Đức hầu mà giong thuyền lánh ra hải đảo. Ngày 9 tháng 9 âm, ông ra tới đảo Phú Quôc, dân chúng chèo thuyền đi theo có đến hơn vạn chiếc. Sau đó lại dời thuyền đến địa phận La Xoang. Xiêm vương Trịnh Quốc Anh được tin bèn cử sứ thần tên là A Ma và hoàng tử Cao Miên là Preah Angk Keo (Ông Kiểu) đến đón Mạc Thiên Tứ và mời ông về Xiêm La lánh nạn.
Theo Trần Kinh Hòa, trước tình thế đó, Mạc Thiên Tứ không còn đường nào khác là chấp nhận lời mời rồi giong buồm đến Chantabun, ở đây toàn người lưu vong được viên trấn thủ đón tiếp rất lịch sự. Đến đầu năm 1778, ông đặt chân lên đất Paknam. Viên trấn thủ Paknam đón tiếp ông ở cửa sông Chao Phraya và tặng cho nhiều vật phẩm.
Sau đó, Xiêm đình phái 10 chiếc thuyền rồng đưa ông từ Paknam đến Xiêm đô Bangkok. Khi đến nơi, Thiên Tứ được P'ra K'lang (Thượng thư Bộ Lễ) và nhiều viên chức cao cấp khác chào mừng ngay tại cổng vào kinh đô. Khi vào yết kiến, vua Xiêm biểu lộ ý muốn là tình hữu nghị giữa Xiêm và Hà Tiên sẽ được tái lập bằng cách quên đi mọi chuyện không may giữa hai bên trong quá khứ. Sau 5 ngày dự yến tiệc, ông được đưa đến trú ngụ ở một nhà khách.. Lúc này vùng Thonburi-Bangkok trở thành một trung tâm tỵ nạn của người Việt.
Cùng lúc này ở Việt Nam, tướng Đỗ Thanh Nhơn đã dựng Vương tôn Nguyễn Ánh lên nối ngôi, thiết lập lại cơ đồ họ Nguyễn. Giữa năm 1778, sau khi lấy lại Gia Định, Nguyễn Ánh đã sai sứ bộ do Lưu Phúc Trung sang giao hiếu và thăm hỏi tin tức của đám người Nguyễn Phúc Xuân và Mạc Thiên Tứ. Cũng dịp đó, phái đoàn gửi lời mời hai người trở về Gia Định để cộng tác với chúa Nguyễn chống lại Tây Sơn. Tuy nhiên Trịnh Quốc Anh không tin tưởng người Việt, và Thiên Tứ sợ mích lòng ông ta nên đã quyết định ở lại Xiêm La.

### Cái chết
Mâu thuẫn Xiêm - Việt càng gia tăng khi năm 1779, chính quyền chúa Nguyễn kích động phe thân Việt ở Cao Miên đứng lên lật đổ vua Ang Non II (tức Nặc Ông Vinh, một người thân Xiêm), và triều đình mới của Cao Miên bị đặt dưới quyền giám hộ của người Việt. Đến năm 1780, vua Trịnh Quốc Anh nhận được tin là một chiếc tàu buôn Xiêm La trên đường từ Quảng Đông trở về nước đã bị thủy quân Việt Nam do Lưu thủ Thăng cướp sạch, tất cả hàng hóa trên tàu đã bị tịch thu và toàn bộ 50 hành khách bị tàn sát. Vua Xiêm liền bắt giam các sứ giả của Nguyễn Ánh đang ở Vọng Các. Mạc Thiên Tứ và Nguyễn Phúc Xuân vội vã đến hoàng cung để tìm hiểu và sau khi nghe Trịnh Quốc Anh khẳng định chuyện này, Mạc Thiên Tứ đã sai 4 người thân sang Gia Định để yêu cầu lời giải thích từ chúa Nguyễn, nhưng qua 5 tháng mà không có ai trả lời.
Tình hình càng tồi tệ hơn Đỗ Thanh Nhơn - người nắm quyền trên thực tế ở Gia Định, viết một bức thư gửi cho Tứ và Xuân thúc giục họ làm nội ứng để cùng nhau chiếm Vọng Các. Một số nguồn tin cho rằng, lá thư trên là thư nặc danh, do phe Tây Sơn tạo ra giả danh của Đỗ Thanh Nhơn, với mục tiêu kích động mâu thuẫn giữa nước Xiêm và chính quyền Gia Định. Lá thư đã được một viên chức Tây Sơn tên là Than bí mật đem sang Xiêm nhưng ông ta đã bị giết trên đường đến Thonburi và thư bị một ông hoàng Campuchia thân Xiêm là Preah Ang Keo (sử Nguyễn chép là Bộ Ông Giao) lấy được đem dâng lên vua Xiêm. Vua Xiêm nổi giận, truyền cho bắt giam Nguyễn Phúc Xuân và cả gia đình Mạc Thiên Tứ, nhốt vào ngục.
Khi bị đem ra đối chất thì Nguyễn Phúc Xuân bị dụng hình đã khai nhận; song Mạc Tử Dung, người con trai thứ 5 của Mạc Thiên Tứ cực lực phủ nhận, bảo mình không hề có ý phản bội. Trịnh Quốc Anh trong cơn tức giận đã đem Mạc Tử Dung ra xử tử. Đến ngày 1 tháng 11 năm 1780, Mạc Thiên Tứ nuối vàng tự sát. 19 ngày sau, Xiêm đình cho giết các con lớn của ông là Mạc Tử Hoàng, Mạc Tử Thảng cùng Nguyễn Phúc Xuân, các sứ giả đến từ Gia Định là Tham, Tịnh cùng 50 người tùy tùng. Chỉ có ba người con trai nhỏ với bà Đệ tứ phòng là Mạc Tử Sanh, Mạc Tử Tuấn và Mạc Tử Thiêm cùng các cháu nhỏ được tha chết do lời cầu xin của Thừa tướng nước Xiêm là Cao La Hâm Hốc, nhưng cũng bắt phải đi đày.

### Hậu sự

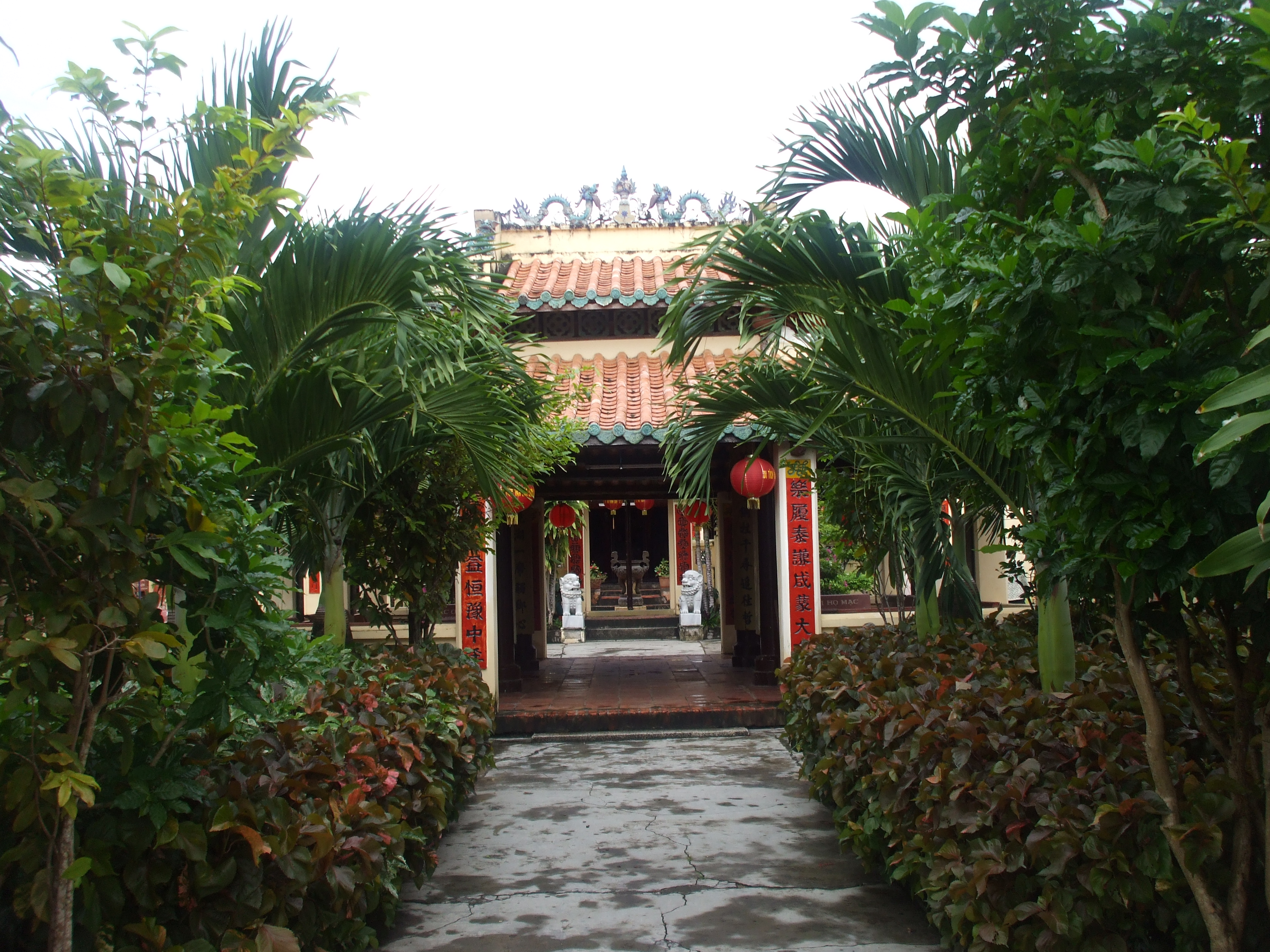
Mạc công miếu. Khởi thủy, ngôi đền này do Mạc Công Du lập để thờ Mạc Cửu. Hiện nay là thờ dòng họ Mạc ở Hà Tiên, Kiên Giang.

Một tháng sau vụ án họ Mạc, Trịnh Quốc Anh phái đại quân chinh phạt Cao Miên nhằm hất cẳng họ Nguyễn, giành lại quyền bảo hộ đối với nước này. Và hai vị tướng được ông ta cử đi, Chất Tri và Sô Sy đã trở giáo làm phản, giết chết ông ta. Chất Tri chính là vua Rama I của Vương triều Rattanakosin còn tồn tại cho đến ngày hôm nay.
Theo Từ điển văn học (bộ mới), Nhà xuất bản Thế giới, 2004, tr. 935. Thi sĩ Đông Hồ còn cho biết Mạc Thiên Tứ tuẫn tiết bằng cách nuốt vàng lá cho bí cuống phổi, ngạt thở mà chết (Văn học Hà Tiên, Nhà xuất bản Văn nghệ TP. HCM, 1999, tr. 148). Hằng năm, cứ đến ngày 24 tháng 10 âm lịch, tại Đền thờ họ Mạc, một lễ cúng "Đồng cuộc" (tức giỗ hội) được tổ chức trọng thể, để tưởng nhớ 36 người họ Mạc bị tử nạn ở Xiêm. Trương Minh Đạt cho rằng Mạc Thị gia phả (do Nguyễn Khắc Thuần dịch) chép sự kiện ấy xảy ra ngày 21 tháng 12 âm lịch là sai.
Về sau Mạc Tử Sanh cùng các cháu là Mạc Công Bính, Mạc Công Du (con của Thế tử Mạc Tử Hoàng), được thả và cho phép trở về Hà Tiên trấn. Mạc Tử Sanh được chúa Nguyễn Ánh phong chức Tham tướng trấn thủ vùng Trấn Giang, nhưng mất sớm khi mới 19 tuổi. Họ Mạc tiếp tục cai trị trấn Hà Tiên nhưng bị lệ thuộc nhiều vào chính quyền Xiêm La và sau năm 1802 là nhà Nguyễn, với sự kiện Nguyễn Ánh lên ngôi trở thành Hoàng đế Gia Long. Từ năm 1809, nhà Nguyễn đã cử quan lại vào trấn giữ Hà Tiên, tiến đến thay thế dần họ Mạc. Cuối cùng họ Mạc chính thức bị truất bỏ vào năm 1833 cùng lúc với thất bại của cuộc khởi nghĩa Lê Văn Khôi tại thành Phiên An. Đất Hà Tiên kể từ đó trở thành bộ phận chính thức của lãnh thổ Việt Nam.
Năm 1822 dưới thời vua Minh Mạng, triều đình Huế nghĩ đến công lao của họ Mạc trong việc xây dựng đất Hà Tiên, bèn truy phong cho ba đời Mạc thị, Mạc Thiên Tứ được phong làm làm Đạt nghĩa chi thần, cho xã Mỹ Đức thuộc Hà Tiên để thờ cúng.

## Giai thoại

### Nàng Ái cơ trong chậu úp

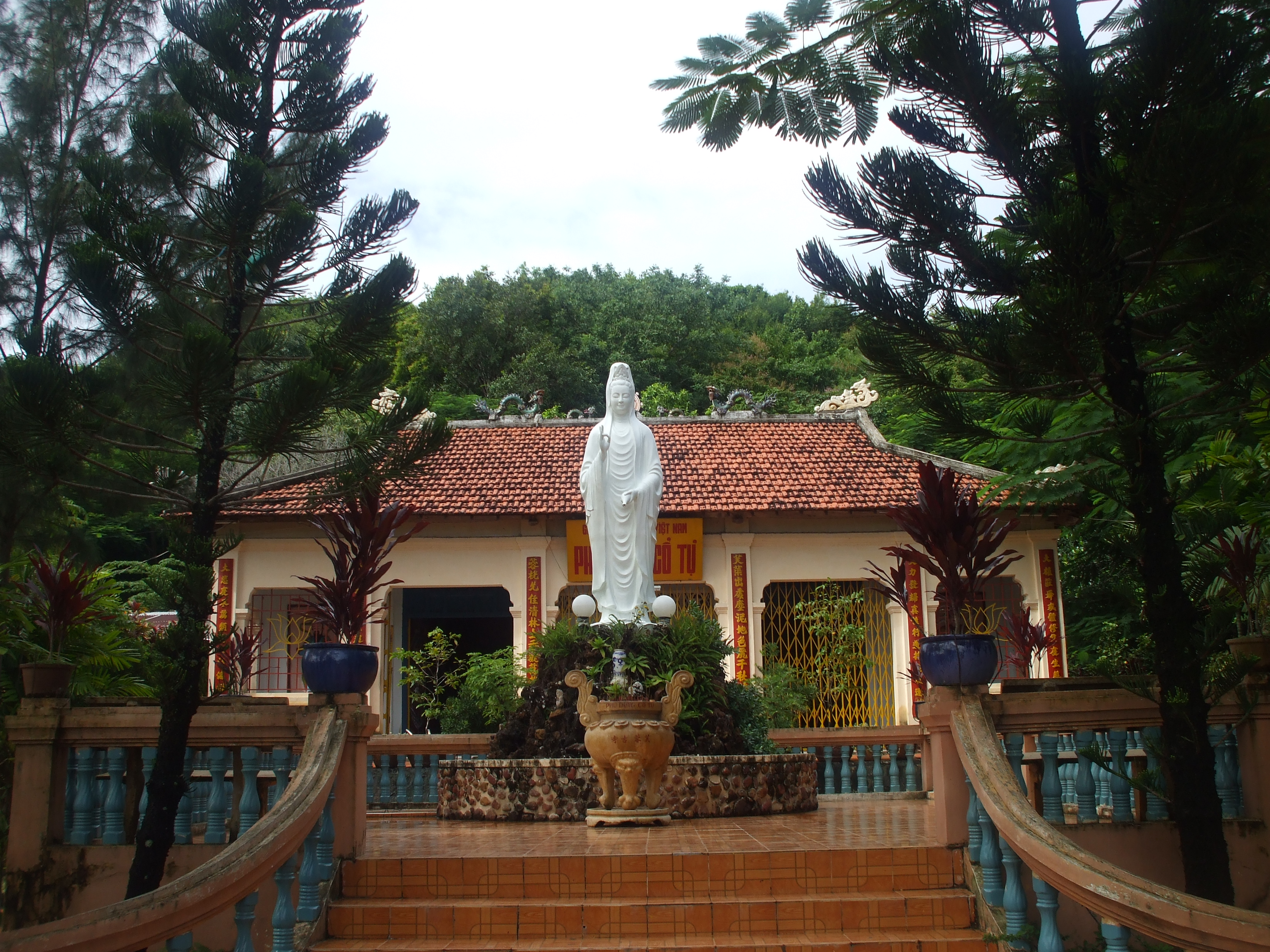
Chùa Phù Dung, nay thuộc thị xã Hà tiên, tỉnh Kiên Giang, Việt Nam. Tục truyền đây là nơi Mạc Thiên Tứ dựng lên cho vợ thứ của mình, tức Dì Tự, tu hành trong những năm cuối đời.

Người vợ thứ hai của Mạc Thiên Tứ là Nguyễn Thị Xuân, tục gọi là Dì Tự, là người có sắc đẹp lại làm thơ hay. Do Dì Tự quá được Mạc tổng trấn nuông chiều, khiến cho bà lớn là Hiếu Túc phu nhân sinh lòng ghen ghét, mưu hại. Nhân một dịp Mạc tổng trấn đi kiểm tra các đồn bốt dọc biên giới, bà phu nhân bí mật ra lệnh cho người bắt dì Tự, đem nhốt vào trong cái chậu sứ lớn úp xuống. Đây là cái chậu quý hứng nước mưa bấy lâu nay trong dinh thự để ở ngoài sân. Nàng Ái cơ bị bịt miệng không thể kêu.
Lúc Mạc Thiên Tứ trở về, thấy trời đang mưa mà sao chậu to không ngửa lên hứng nước, ông bèn truyền lệnh giở chậu ra thì phát hiện vợ yêu đang thoi thóp, nhưng may mắn hãy còn cứu kịp. Tuy thoát chết, nhưng Dì Tự trở nên chán chường sự thế, bèn xin Mạc Lịnh công cho phép đi tu. Mạc Tổng binh không còn cách nào khác, đành chiều ý, cất một ngôi am tự cho bà của mình tu hành. Bên am tự, ngài cho đào ao, trồng hoa sen trắng, để kỷ niệm mối tình xưa. Đến khi bà qua đời, Mạc Tổng trấn cho xây ngôi mộ kiên cố, cấu trúc theo hình cái chậu để tỏ lòng tưởng nhớ đến giai nhân ngày xưa. Ngôi chùa ấy chính là Phù Dung tự rất nổi tiếng ở Hà Tiên.

### Huyền tích mộ cô Năm
Cô Năm, tức tiểu thư Mạc Ni Cô, là con gái thứ 5 của Mạc Thiên Tứ với bà chánh phu nhân Nguyễn Thị Hiếu Túc. Bà sinh năm Canh Ngọ (1750), lúc sinh thời rất hiếu thảo, hiền hậu, chăm chỉ đèn sách, hay giúp đỡ người dân, nhưng chẳng may mất khi vừa mới 13 tuổi.

## Đánh giá
Tác giả Nguyễn Liên Phong trong Nam kỳ nhơn vật phong tục diễn ca có đoạn thơ về Mạc Thiên Tứ
| “ | Hiệu Vĩnh Thạnh Ất Vị niên, Giặc Mên đánh phá Hà Tiên không dè. Tiên công thoàn chạy Vũng Ke, Phu nhơn Bùi thị tư bề hoản kinh. Giữa sông chuyển bụng thình lình, Đẻ ông Thiên Tích lòa mình hào quang. Lồi lên một vị Phật vàng, Lớn cao dồ sộ thấy càng sợ ghê Sáng ra xem xét tư bề, Sai quân diều dở khiêng xê vô bờ. Công bèn tướng địa khai cơ, Lập chùa mé nước phụng thờ đến nay. Tưởng ra điềm cũng lạ thay, Đặt tên Thiên Tích nghĩa rày trời cho. Dần dần sắp đặt qui mô, Làm nên sự nghiệp cơ đồ bền lâu. Bính Thìn Vĩnh Hựu năm sau, Cho ông Thiên Tích tước hầu tập phong. Mạt hầu ăn học lắm công, Hà Tiên thập vịnh tả trong cảnh mình. Mên thường cưu dạ bất bình, Giận vì Mạt thị chiếm tranh biên thùy. Tìm mưu tranh đoạt nhiều khi Ghe phen tích oán vậy thì sanh tâm. Nắc Vồn binh mả lai xâm, Mạc hầu đánh phá giải dằm tuyết sương. Đánh Mên đuỗi đã xa đường, Rượt theo bố trận đêm trường với nhau. Phu nhơn Nguyễn thị kế sâu, Đem binh phụ nữ cơm âu sẳng sàng. Cho quân thay đỗi bảo xang, Ăn no đủ sức phá tang Nắc Vồn. Quân Mên mất vía kinh hồn, Tự tư dỉ hậu tiếng đồn oai linh. Đúc tiền hiệu chữ Thái Bình Nơi Vũng Thơm xứ đẹp tình nhơn dân. Cao hoàng đại mạng chơn quân, Trời xuôi gặp gở hiền thần cũng duyên. Tây Sơn binh tướng đầy miền, Mạt hầu cô thế ngài liền sang Xiêm. May nhờ lân hảo một niềm, Thỉnh binh cứu viện cơ tìm ngày sau. Bị Mên sàm nịnh gian tâu, Rằng Gia Định có Mạt hầu mật thơ. Mưu thâu Vọng Các cỏi bờ, Vua Xiêm bắt hết bây giờ tra minh. Ỷ khôn đôi chối sự tình, Mạt-hầu Thiên-Tích liều mình chết oan. Người ngay hồn xuống suối vàng, Một vùn chánh khí nhẩy tràng thương minh. | ” |

## Gia thất

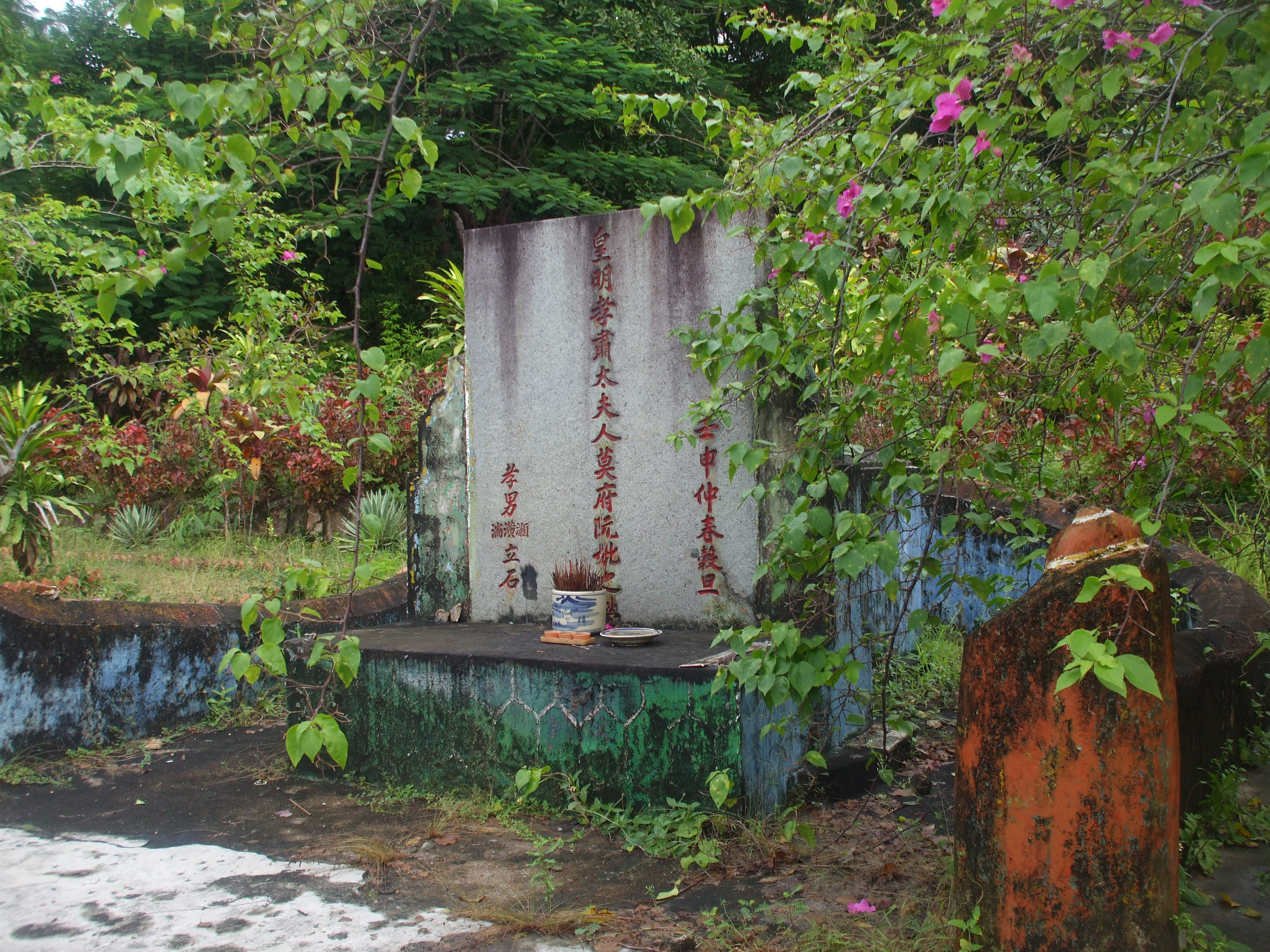
Mộ Hiếu Túc phu nhân Nguyễn Thị Thủ (? - 1752), vợ cả của Mạc Thiên Tứ. Hiện tọa lạc tại núi Bình San, Hà Tiên, Kiên Giang, Việt Nam.

- Cha: Tổng binh Cửu Ngọc hầu Mạc Cửu (1655 - 1735)
- Mẹ: Bùi Thị Lẫm, quê ở Đồng Môn trấn Biên Hoà.[9] Được truy tặng Ý Đức Thái phu nhân, ban cho họ Nguyễn
- Thê thiếp
  - Chánh thất: Hiếu Túc Thái phu nhân Nguyễn Thị Bội, còn nguồn gọi là Nguyễn Thị Thủ hay Nguyễn Thị Huy (? - 1752),[93]. Bà có công trong chiến thắng của họ Mạc trước quân Chân Lạp năm 1739 và được chúa Nguyễn phong làm Phu nhân.[93]
  - Thiếp: Từ Thành Thục nhân Nguyễn Thị: (? – 1761), còn gọi là bà Dì Tự, vợ thứ 2.
  - Thiếp: Từ Thục Cung nhân Hoàng Thị: (? – 1767), vợ thứ 3.
  - Thiếp: Không rõ tên, mất ở nước Xiêm. Sinh Mạc Tử Sanh và Mạc Tử Thiêm.
  - Thiếp: Từ Hòa Cung nhân Nguyễn Thị: (? – 1765), vợ thứ 5.
  - Thiếp: Từ Tín Cung nhân Ngô Thị: (? – 1765), vợ thứ 6.
  - Thiếp: Từ Thiện An nhân Trần Thị: (? – 1769), vợ thứ 7.
  - Thiếp: Từ Thuận Nghi nhân Nguyễn Thị (? - ?), vợ thứ 8.
- Con cái

| Tên                                                      | Năm sinh | Năm mất  | Ghi chú |
| -------------------------------------------------------- | -------- | -------- | --- |
| Với Hiếu Túc thái phu nhân Nguyễn Thị Thủ (4 trai 4 gái) |          |          | |
| Mạc Tử Hạo                                               | ?        | ?        | Đương thời phong làm Cai đội Anh Đức hầu. Mất sớm. |
| Mạc Tử Hoàng                                             | ?        | 1780     | Được phong Chưởng dinh, Hiệp trấn Hà Tiên, tương đương với ngôi Thế tử. Là phụ thân của Mạc Công Bính và Mạc Công Du. Ông cai quản Hà Tiên từ năm 1773 trong khi Mạc Thiên Tứ nghỉ hưu ở Trấn Giang. Sau bị giết ở Xiêm quốc.                                                         |
| Mạc Tử Thảng hay Mạc Tử Thượng                           | ?        | 1780     | Được phong chức Khâm sai Cai cơ Thắng Thủy. Bị giết ở Xiêm quốc. |
| Mạc Tử Dung                                              | 1752     | 1780     | Con trai thứ tư, đương thời gọi là Ngũ công tử, hay cậu Năm (vì người miền Nam không dùng chữ Cả). Từng giữ chức Khâm sai Tham tướng coi giữ đạo Trấn Giang. Bị giết ở Xiêm quốc. |
| Mạc Thị Long                                             | ?        | 1771     | Trưởng nữ của Mạc Thiên Tứ. Lấy Long Hổ Đại tướng quân Trần Hoàn (? – 1754) |
| Mạc Thị Hai hay Mạc Thị Trạm                             | ?        | ?        | Lấy Ngũ Nhung Cai cơ Đại tướng quân Từ Hữu Dũng (? – 1767); |
| Mạc Thị Liên hay Mạc Thị Giác                            | ?        | ?        | Không rõ hành trạng; |
| Mạc Ni Cô                                                | 1750     | 1763     | Tục gọi là Cô Năm. |
| Với bà Dì Tự, Từ Thành Thục Nhân Nguyễn Thị (1 trai)     |          |          | |
| Mạc Tử Chú                                               | ?        | ?        | Tảo thương. |
| Với bà Từ Thục Cung Nhân Hoàng Thị (4 trai)              |          |          | |
| Mạc Tử Dự                                                | ?        | ?        | Tảo thương. |
| Mạc Tử Hiến                                              | ?        | ?        | Không rõ hành trạng. |
| Mạc Tử Hạng                                              | ?        | ?        | Không rõ hành trạng. |
| Mạc Tử Pha                                               | ?        | ?        | Không rõ hành trạng. |
| Với bà thiếp thứ 4 (3 trai, ít nhất 1 gái)               |          |          | |
| Mạc Tử Sanh                                              | 1769     | 1788     | Làm Tham tướng, Lưu thủ Hà Tiên, tước Lý Chánh hầu. |
| Mạc Tử Tuấn                                              | ?        | ?        | Không rõ hành trạng. |
| Con gái không rõ danh tính                               | ?        | 1769 - ? | Được ghi nhận bởi Vũ Thế Dinh và Trịnh Hoài Đức. Khi Trịnh Quốc Anh tiến đánh Hà Tiên, bà bị bắt làm tù binh, sau đó được trả về năm 1773 khi được 4 tuổi, cùng với mẹ là Đệ tứ phòng của Mạc Thiên Tứ. Tuy nhiên vẫn chưa thể chắc chắn bà có phải là con của Đệ tứ phòng hay không. |
| Mạc Tử Thiêm                                             | ?        | 1809     | Được vua Gia Long phong làm Trấn thủ Hà Tiên, tước Thiêm Lộc hầu, triều đình Xiêm La phong làm Chiêu Phi Nhã La Tha. |
| Với bà Từ Hòa Cung Nhân Nguyễn Thị (1 trai)              |          |          | |
| Mạc Tử Quang                                             | ?        | ?        | Không rõ hành trạng. |
| Chưa rõ mẹ là ai                                         |          |          | |
| Mạc Tử Phố                                               | ?        | ?        | Tảo thương. |